# Phlomis antiatlantica
Phlomis antiatlantica là một loài thực vật có hoa trong họ Hoa môi. Loài này được J.P.Peltier miêu tả khoa học đầu tiên năm 1976.